# Tomasz Jasiński (historyk)
Tomasz Jasiński (ur. 25 września 1951 w Robakowie koło Chełmna) – polski historyk mediewista, profesor historii na Uniwersytecie im. Adama Mickiewicza w Poznaniu.

## Życiorys
Syn Kazimierza Jasińskiego, mediewisty i genealoga. Studia wyższe ukończył w 1974 na Uniwersytecie Mikołaja Kopernika w Toruniu. Od 1974 zatrudniony na Uniwersytecie im. Adama Mickiewicza; uzyskiwane stopnie naukowe tamże. Doktorat w 1979 na podstawie pracy Rola społeczno-ekonomiczna przedmieść w miastach krzyżackich Chełmnie i Toruniu (promotor: Gerard Labuda). Rozprawa habilitacyjna nt. Tabliczki woskowe w kancelariach miast Pomorza Nadwiślańskiego, napisana również na Uniwersytecie im. Adama Mickiewicza w 1989. Tytuł naukowy profesora w 1997.
W 2019 został członkiem Rady Doskonałości Naukowej I kadencji.
Kierownik Zakładu Źródłoznawstwa i Nauk Pomocniczych Historii w Instytucie Historii Uniwersytetu im. Adama Mickiewicza w Poznaniu. W latach 1996–2002 dziekan Wydziału Historycznego UAM. Przewodniczący Komisji Badań na Rzecz Rozwoju Nauki przy MNiSzW, dyrektor Biblioteki Kórnickiej Polskiej Akademii Nauk, wiceprezes Poznańskiego Towarzystwa Przyjaciół Nauk, członek Rady Towarzystw Naukowych PAN, członek Rady Fundacji na Rzecz Nauki Polskiej oraz członek zarządu (Beisitzer) w Internationale Kommission zur Erforschung des Deutschen Ordens zu Wien (program badań nad dziejami zakonu krzyżackiego).
W okresie tzw. „pierwszej Solidarności”, przewodniczący koła NSZZ „Solidarność” Instytutu Historii UAM.
W swoich pracach badawczych koncentruje się przede wszystkim na zagadnieniach źródłoznawstwa i nauk pomocniczych historii (dyplomatyka, paleografia, kodykologia, annalistyka) związanych z dziejami Europy Środkowej w średniowieczu, w tym zagadnieniami początków Państwa polskiego – relacjami polsko-niemieckimi, historią zakonu krzyżackiego oraz najazdami plemion mongolskich na Europę Środkową. Do zawodowych osiągnięć profesora należy m.in. odnalezienie domu rodzinnego Mikołaja Kopernika w Toruniu, badania nad pochodzeniem Galla Anonima (wykazanie prawdopodobnego weneckiego rodowodu kronikarza), przedstawienie silnych dowodów przemawiających za faktem antydatowania Złotej bulli z Rimini oraz przedstawienie nowego ujęcia początków Polski na podstawie ostatnich odkryć i badań archeologicznych (wg datacji dendrochronologicznej 2006/2007) w Gieczu, Poznaniu oraz Gnieźnie.
Współpraca naukowa z m.in. z l’Institut de Recherche et d”Histoire des Textes w Paryżu. Był również stypendystą Fundacji im. Aleksandra von Humboldta.
Członek Akademickiego Klubu Obywatelskiego im. Prezydenta Lecha Kaczyńskiego w Poznaniu.
W 2020 otrzymał od Rady Miasta Poznania odznaczenie „Zasłużony dla Miasta Poznania” w uznaniu „dla wybitnych osiągnięć naukowych z zakresu historii ze szczególnym uwzględnieniem prac poświęconych średniowiecznym dziejom Europy Środkowej oraz doceniając zasługi w wieloletnim kierowaniu Biblioteką Kórnicką Polskiej Akademii Nauk”.
Powołany do Rady Muzeum przy Zamku Królewskim w Warszawie.
Wszedł w skład komitetu wspierającego kandydaturę Karola Nawrockiego na prezydenta RP w wyborach w 2025.

## Publikacje
- Pierwsze lokacje miast nad Wisłą. 750 lat Torunia i Chełmna, Toruń 1980.
- Przedmieścia średniowiecznego Torunia i Chełmna, Poznań 1982.
- Przerwany hejnał, Kraków 1988.
- Kodeks dyplomatyczny Wielkopolski, t. VIII-XI: dokumenty z lat 1416-1444 (t. VIII-X wspólnie z Antonim Gąsiorowskim, a t. XI wspólnie z Antonim Gąsiorowskim, Tomaszem Jurkiem i Izabelą Skierską), Warszawa – Poznań 1989 – 1999.
- Tabliczki woskowe w kancelariach miast Pomorza Nadwiślańskiego, Poznań 1991.
- Najstarsze kroniki i roczniki krzyżackie dotyczące Prus, Poznań 1996.
- Βδέλυγμα της έρημώσεως. Über die Anfänge des Neuen Testaments, Poznań 1998.
- O pochodzeniu Galla Anonima, Kraków 2008.
- Kruschwitz, Rimini und die Grundlagen des preußischen Ordenslandes. Urkundenstudien zur Frühzeit des Deutschen Ordens im Ostseeraum, Marburg 2008.
- Kronika Polska Galla Anonima w świetle unikatowej analizy komputerowej nowej generacji, Poznań 2011.
- The Slavs’ Ancestral Homeland, Poznań 2021.

## Odznaczenia i wyróżnienia
- Krzyż Oficerski Orderu Odrodzenia Polski (2019)[7]
- tytuł Zasłużony dla Miasta Poznania (2020)[4]